# تنفيذ مشترك

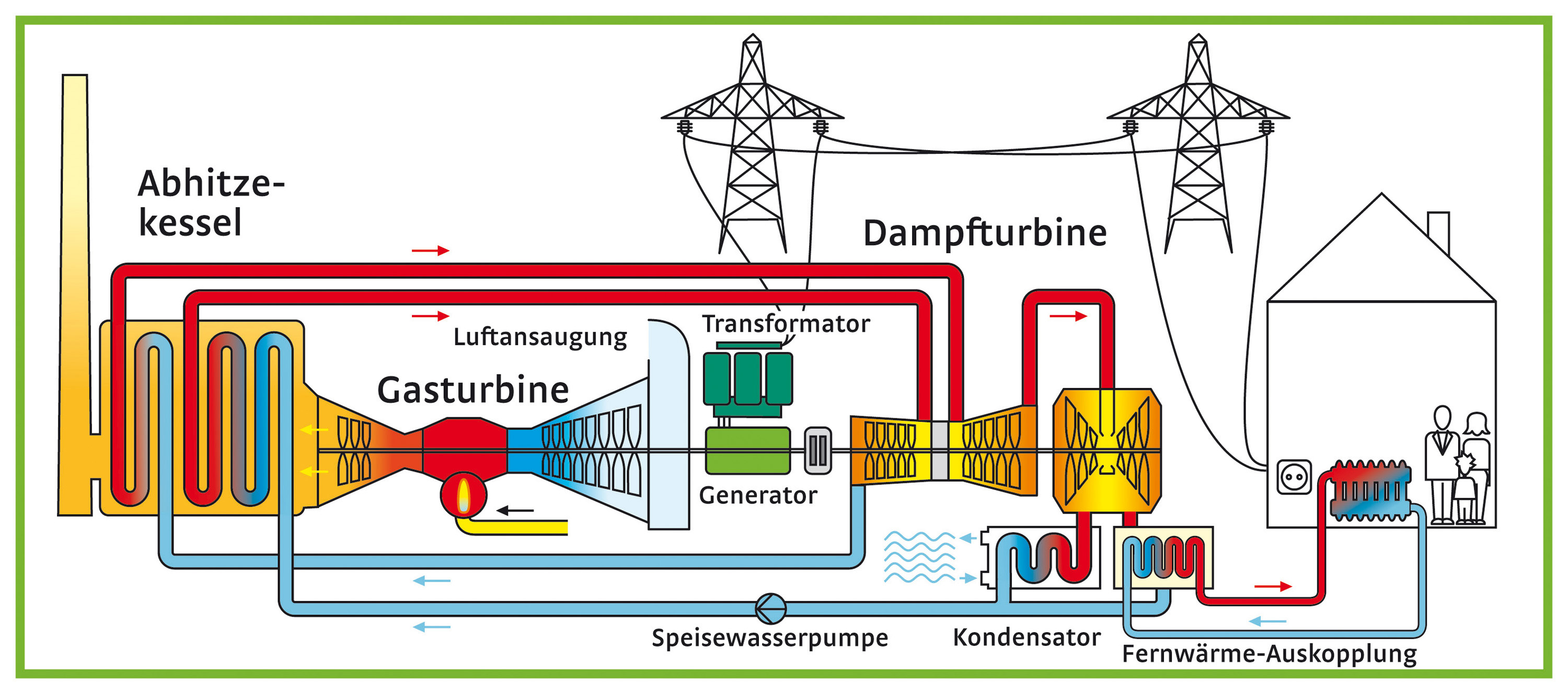

التنفيذ المشترك (بالإنجليزية: Joint Implementation)‏، هي آلية من آليات اتفاقية كيوتو، يمكن لدولة متقدمة من خلالها الحصول على 'وحدات خفض الانبعاثات' عندما تساعد على تمويل المشاريع التي تمكن من تقليل صافي انبعاث غازات دفيئة في بلد آخر من البلدان المتقدمة (في الممارسة العملية، من المرجح أن تكون الدولة المتلقية من دول الاقتصاد في مرحلة انتقالية). يجب على الأطراف المدرجة في المرفق الأول تلبية متطلبات الأهلية المحددة للمشاركة في التنفيذ المشترك.
يتيح التنفيذ المشترك للبلدان الصناعيّة التي تهدف إلى خفض الانبعاثات، التعاون في مواجهتها. فعلى سبيل المثال، ألمانيا تموّل مشاريع كفاءة الطاقة في روسيا، أو النرويج تموّل مشاريع الطّاقة المتجدّدة في هنغاريا، التي تولد خفض الانبعاثات، وفي ظل ظروف محددة يمكن أن تحسب على البلد الذي يمول منها. نظريا، هذه الوسيلة هي أكثر كفاءة من الناحية الاقتصادية لتوليد نفس تخفيضات الانبعاثات الاجماليّة للبلدان الصناعيّة.